# Pholidochris sororia
Pholidochris sororia är en skalbaggsart som beskrevs av Moser 1914. Pholidochris sororia ingår i släktet Pholidochris och familjen Melolonthidae. Inga underarter finns listade i Catalogue of Life.